# En svensk tiger

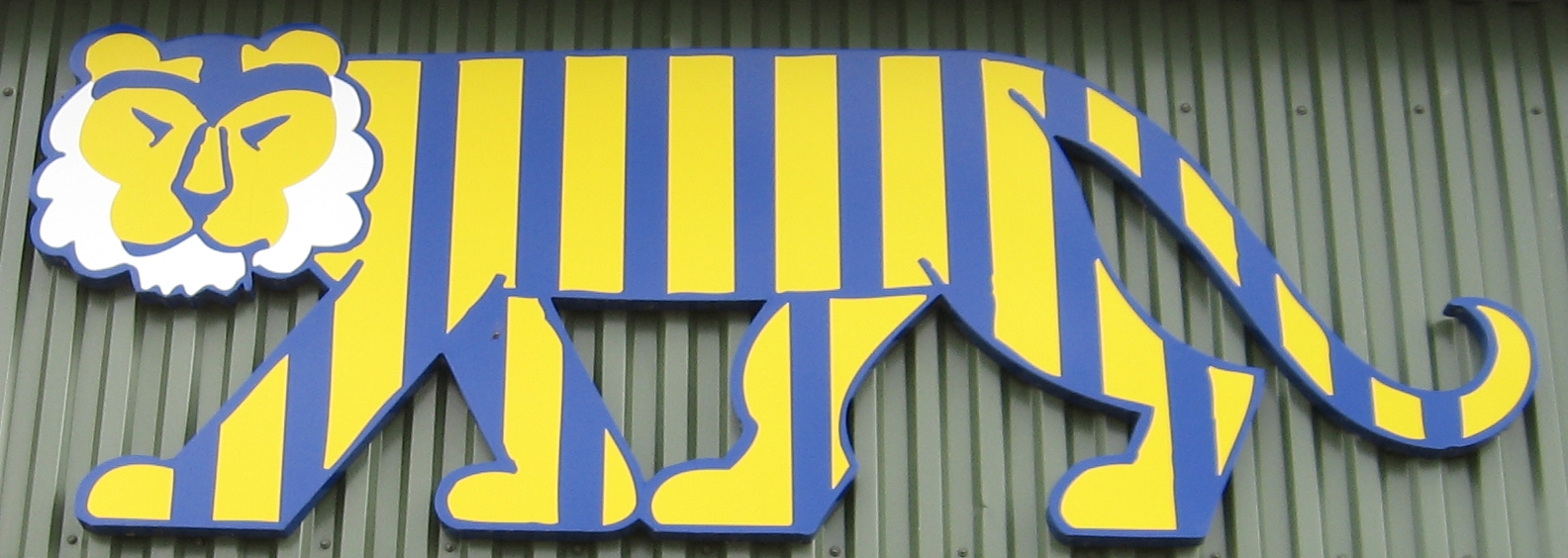
La célèbre affiche de propagande encourageait les Suédois à limiter leurs propos.

En svensk tiger, traduit en Français par « Un tigre suédois », était un slogan et une image qui ont fait partie d'une campagne de propagande en Suède pendant la Seconde Guerre mondiale. Son but était d'empêcher l'espionnage en encourageant à faire profil bas. 

## Explication
En suédois, le mot svensk peut signifier à la fois l'adjectif et nom « suédois », tandis que tiger peut signifier soit le nom d'un tigre (l'animal), soit le présent du verbe tiga (« se taire », ou plus familièrement « se la boucler »), donnant à l'affiche le double sens « un tigre suédois » ou « un Suédois reste bouche close ». L'expression est comparable dans son utilisation à « loose lips sink ships » (les lèvres libres coulent des bateaux) aux États-Unis  et à « careless talk costs lives » (les conversations négligentes coûtent des vies) et à d'autres slogans de guerre similaires au Royaume-Uni.